# Neptis fixseni
Neptis fixseni är en fjärilsart som beskrevs av Felix Bryk 1946. Neptis fixseni ingår i släktet Neptis och familjen praktfjärilar. Inga underarter finns listade i Catalogue of Life.